# Орчга
Орчга (Орачга; англ. Orchha, Orachha; гінді ओरछा) — місто в Бунделкханді, штат Мадх'я-Прадеш . Розташоване на річці Бетва, недалеко від міста Джхансі. Населення — 8499 осіб (2001).

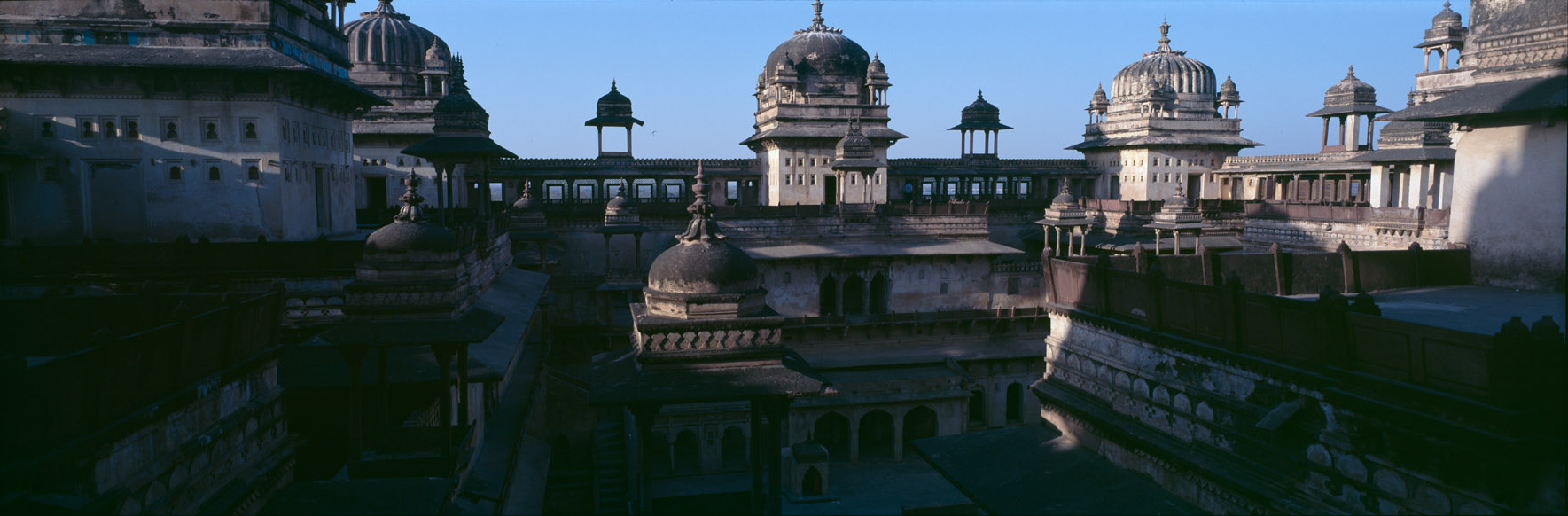
Внутрішній двір палацу

Місто засноване в XVI столітті раджпутським раджею Рудра Пратап Сінгхом, який став першим правителем князівства Орчга.

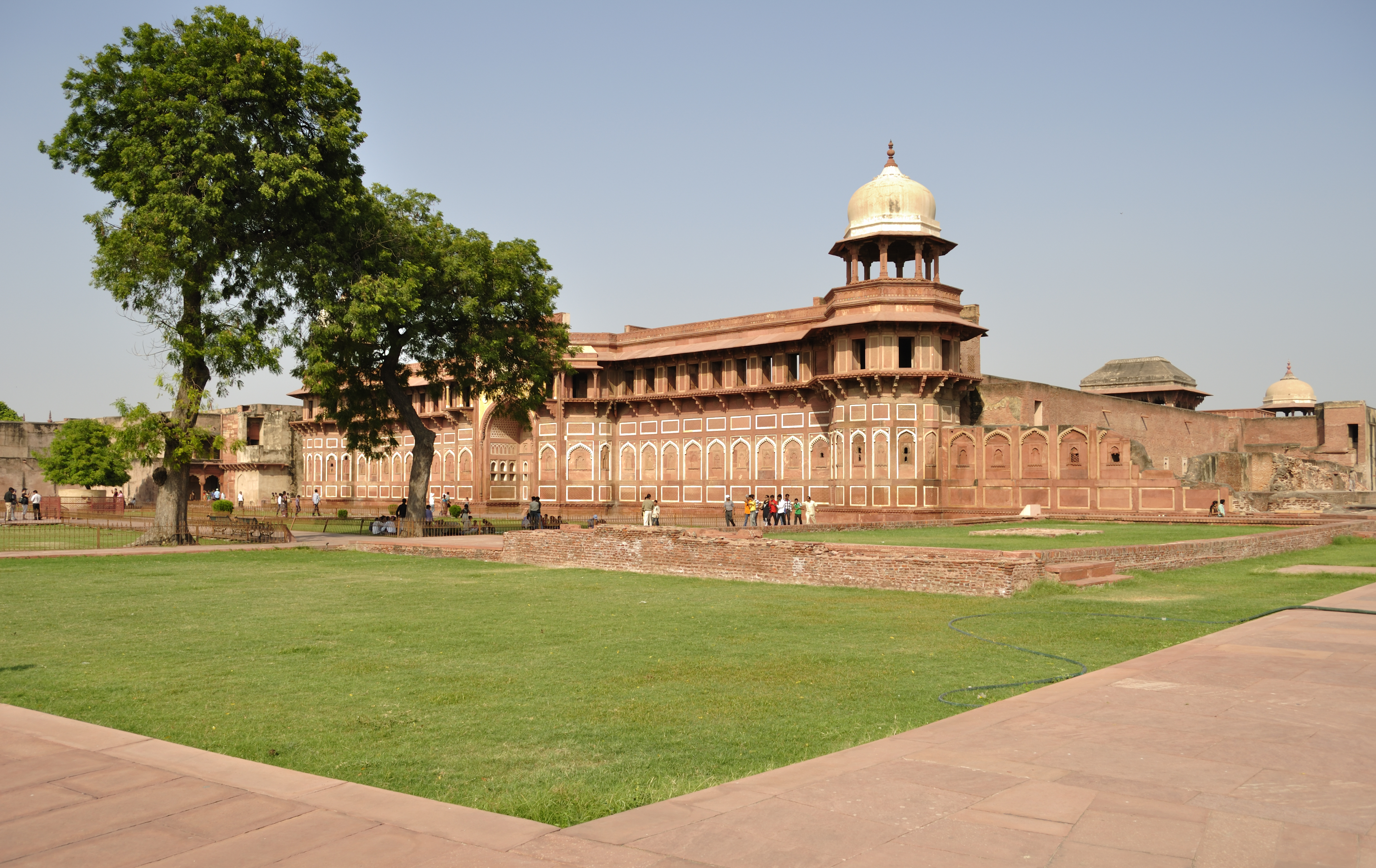
Джахангір махав.

У місті збереглося кілька палаців і індуїстських храмів XVI–XVIII століть, завдяки яким Орчга перетворилася на важливий туристичний центр.
Одна з головних визначних пам'яток — палац Радж-Махал зі своїми розписами на тему індуїстської міфології, а також палац Джахангір-Махал могольського періоду.